# Sunderland
Cet article concerne la ville anglaise. Pour les autres significations, voir Sunderland (homonymie).
Sunderland est une ville et un port d'Angleterre situé dans la région administrative du Nord-Est et dans le comté du Tyne and Wear, admise au rang de cité en 1992. Elle était auparavant l'une des plus importantes villes du Royaume-Uni exemptes de ce statut.

## Présentation
La population de la ville intra-muros s'élève à 174 286 personnes.
En y ajoutant les  173 936 habitants de la périphérie (recensement de 2011),  qui englobe notamment les villes de Washington, Houghton-le-Spring et Hetton-le-Hole, l'agglomération métropolitaine (349 200 habitants) est en importance la deuxième de la région de l'Angleterre du Nord-Est après celle de Newcastle-upon-Tyne.
Sunderland désigne une ville portuaire et la principale implantation de la ville d'origine, dans le comté métropolitain de Tyne and Wear, en Angleterre, à peine 20 km (12 miles) au nord-est de Durham et à une bonne quinzaine de kilomètres (10 miles) au sud-est de Newcastle upon Tyne, à l'embouchure du fleuve côtier Wear,,.

## Géographie

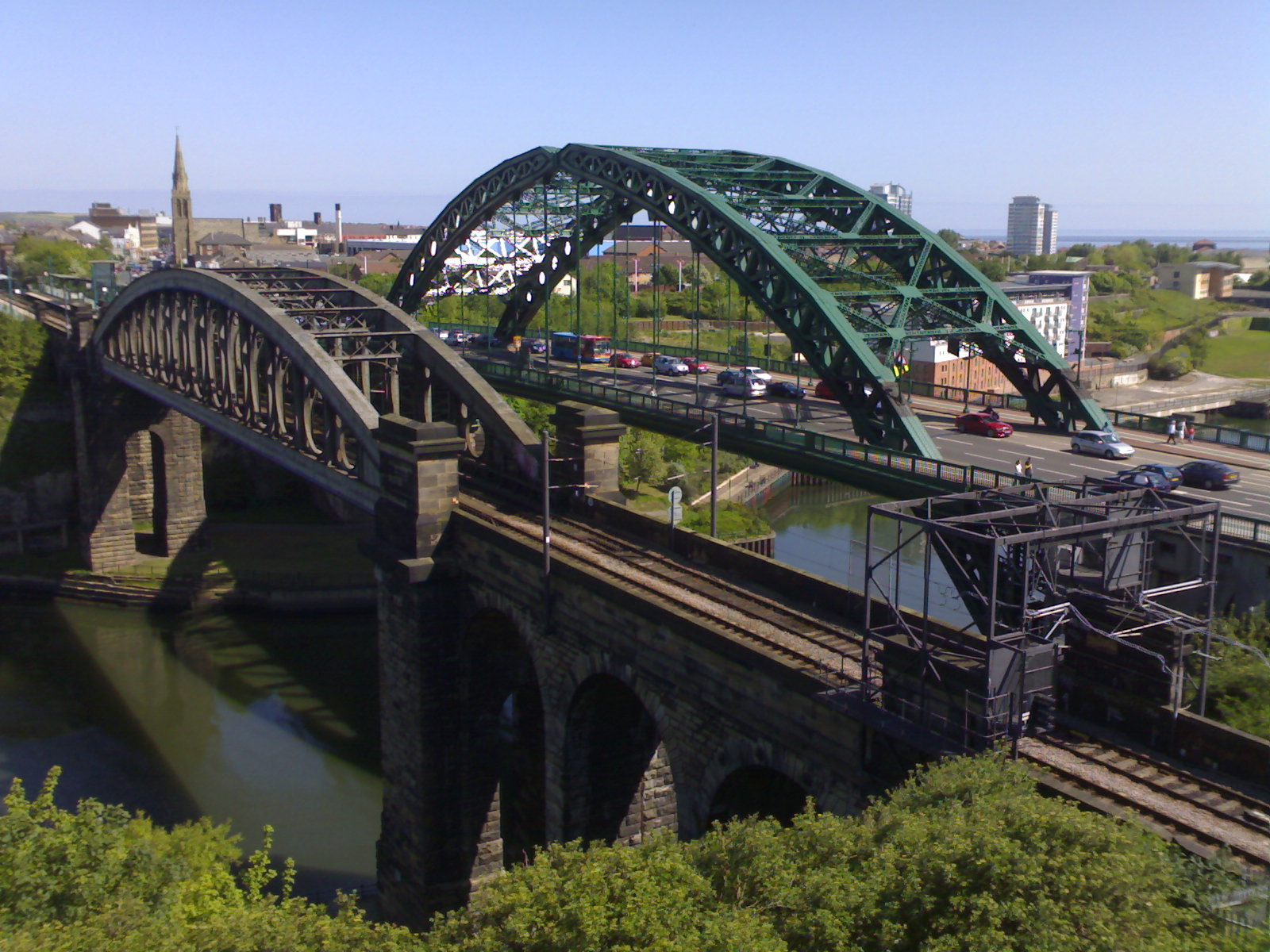
Le pont de Wearmouth (à droite), portant l'actuelle voie rapide A1018, et le pont ferroviaire (à gauche).

La ville s'est édifiée pour l'essentiel sur une chaîne de collines peu élevées (alt. moyenne de 80 m au-dessus du niveau de la mer), parallèle à la côte. Sunderland est arrosée par le Wear qui découpe une vallée encaissée, dénommée « gorges de Hylton ». Les deux viaducs qui relient les moitiés nord et sud de la ville sont le Queen Alexandra Bridge dans le faubourg de Pallion et le pont de Wearmouth au nord du centre-ville. À l'ouest de la ville, le viaduc Hylton est un pont de la route à 2×2 voies A19 franchissant la même rivière.
La plupart des faubourgs de Sunderland s’étendent à l'ouest du centre-ville, dont 70 % de la population en rive sud. L’agglomération se prolonge jusqu'à la mer, à Ryhope au sud, et à Seaburn au nord.
Une station balnéaire, Roker (en), y est implantée et possède un phare construit en 1903 en bout de jetée.

### Climat
Sunderland a un climat océanique tempéré (Köppen : « Cfb »). Son emplacement dans le secteur abrité des Pennines, ainsi que dans d'autres chaînes de montagnes à l'ouest, telles que celles du Lake District et du sud-ouest de l'Écosse, fait de Sunderland l'une des villes les moins pluvieuses du nord de l'Angleterre. Le climat est fortement tempéré par la Mer du Nord adjacente, ce qui lui donne des étés frais et des hivers doux, compte tenu de sa latitude. La station météorologique la plus proche est à Tynemouth, à environ 13 km (8 miles) au nord de Sunderland. En conséquence, le littoral de Sunderland est probablement légèrement plus doux étant donné sa position plus au sud. Une autre station météorologique relativement proche, à Durham, connaît des jours d'été plus chauds et des nuits d'hiver plus froides à cause de sa situation plus continentale.
| Mois                              | jan. | fév. | mars  | avril | mai   | juin | jui.  | août  | sep.  | oct.  | nov. | déc. | année |
| --------------------------------- | ---- | ---- | ----- | ----- | ----- | ---- | ----- | ----- | ----- | ----- | ---- | ---- | ----- |
| Température minimale moyenne (°C) | 2,2  | 2,2  | 3,3   | 4,8   | 7,2   | 10   | 12,3  | 12,3  | 14,4  | 7,7   | 4,9  | 2,7  | 6,7   |
| Température maximale moyenne (°C) | 7,2  | 7,3  | 9     | 10,3  | 12,7  | 15,3 | 18,1  | 18,1  | 16,1  | 13,2  | 9,7  | 7,4  | 12,1  |
| Ensoleillement (h)                | 61,1 | 81,6 | 117,7 | 149,9 | 191,7 | 183  | 185,7 | 174,9 | 141,1 | 106,2 | 70,4 | 51,9 | 1 515 |
| Précipitations (mm)               | 45,5 | 37,8 | 43,9  | 45,4  | 43,2  | 51,9 | 47,6  | 59,6  | 53    | 53,6  | 62,8 | 52,9 | 597,2 |

| Diagramme climatique                                  |            |          |             |             |            |              |              |            |             |            |            |
| J                                                     | F          | M        | A           | M           | J          | J            | A            | S          | O           | N          | D          |
| 7,22,245,5                                            | 7,32,237,8 | 93,343,9 | 10,34,845,4 | 12,77,243,2 | 15,31051,9 | 18,112,347,6 | 18,112,359,6 | 16,114,453 | 13,27,753,6 | 9,74,962,8 | 7,42,752,9 |
| Moyennes : • Temp. maxi et mini °C • Précipitation mm |            |          |             |             |            |              |              |            |             |            |            |

## Histoire

### Préhistoire
Les premiers habitants de la région de Sunderland étaient des chasseurs-cueilleurs de l'Âge de pierre et des artefacts de cette époque ont été découverts, dont des microlithes trouvés lors de fouilles à St Peter's Church, à Monkwearmouth. Pendant la phase finale de l'âge de pierre, la période néolithique (c. 4000 - c. 2000 av. J.-C.), Hastings Hill, à la périphérie ouest de Sunderland, était un lieu d'activité et d'enterrement avec une signification rituelle comme conduit à y penser la présence antérieure d'un monument.
On pense que les Brigantes habitaient la région aux environs du Wear à l'époque pré- et post - romaine. Une légende locale rapporte qu'une colonie romaine s'est établie sur la rive sud du Wear, sur le site de l'ancienne brasserie de Vaux, sans qu'aucune recherche archéologique n'ait eu lieu pour le prouver.

### Origines de la ville
Située à l'embouchure de la rivière Wear, la ville trouve son origine dans trois établissements :
- Monkwearmouth, au nord de la Wear, où Benoît Biscop fonda le monastère Saint-Pierre en 674 ;
- Bishopwearmouth, au sud de la Wear, fondée en 930 ;
- Sunderland (aujourd'hui East End), petit village de pêcheurs à l'embouchure de la rivière, qui reçut une charte municipale en 1179.

#### Haut Moyen Âge: Northumbrie anglo-saxonne

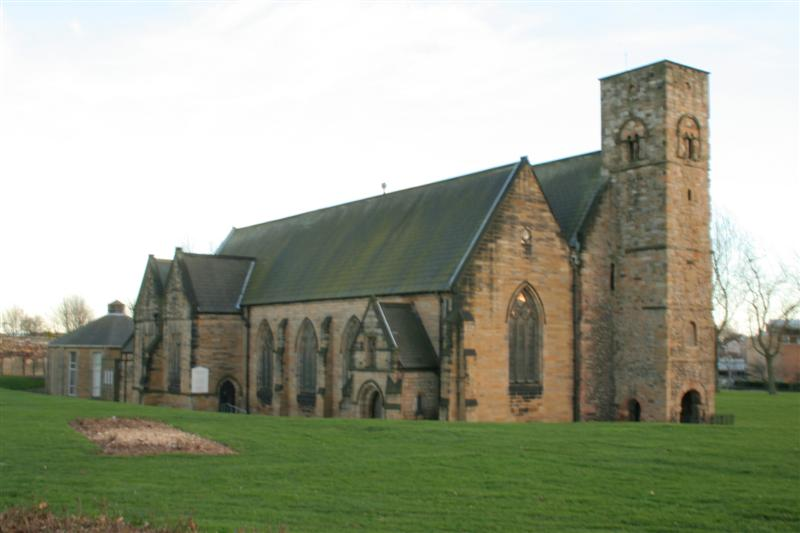
Église Saint-Pierre de Monkwearmouth. Seuls le porche et une partie du mur ouest sont les restes du monastère d'origine construit en 674.

Les peuplements installés à l'embouchure du Wear datent de 674, lorsqu'un noble anglo-saxon, Benoît Biscop, s'est vu accorder des terres par le roi Ecgfrith de Northumbrie, a fondé le monastère de Wearmouth-Jarrow (St. Peter's)  sur la rive nord de la rivière - une région qui a pris le nom de Monkwearmouth. Le monastère de Biscop a été le premier construit en pierre en Northumbrie. Des vitriers de France  y ont travaillé et ont introduit la fabrication du verre en Grande-Bretagne.
En 686, la communauté est reprise par Ceolfrid et Wearmouth-Jarrow devient un centre majeur d'apprentissage et de connaissances en Angleterre anglo-saxonne avec une bibliothèque d'environ 300 volumes.
Le Codex Amiatinus, décrit par White comme le «meilleur livre du monde », a été créé au monastère et a probablement été écrit par Bede qui est né à Wearmouth en 673.
C'est l'un des plus anciens monastères encore debout en Angleterre. Pendant son séjour au monastère, Bède a achevé son Histoire ecclésiastique du peuple anglais en 731, œuvre qui lui a valu le titre de « père de l'histoire anglaise »
À la fin du VIIIe siècle, les Vikings attaquent la côte et, au milieu du IXe siècle, le monastère a été abandonné. Les terres du côté sud de la rivière furent concédées à l'évêque de Durham par le roi anglais Æthelstan en 930. Elles ont pris le nom de Bishopwearmouth et comprenaient des secteurs comme Ryhope qui sont dans les limites modernes de Sunderland,.

#### Développement médiéval après la conquête normande
En 1100, la paroisse de Bishopwearmouth comprenait un village de pêcheurs à l'embouchure sud de la rivière (maintenant East End) connu sous le nom de « Soender-land » (qui a évolué en « Sunderland »).
Cette colonie a reçu une charte en 1179 d'Hugh Pudsey, alors évêque de Durham (il disposait d'un pouvoir quasi-monarchique au sein du comté palatin de Durham. La charte donnait à ses marchands les mêmes droits que ceux de Newcastle upon Tyne, mais Sunderland a néanmoins mis du temps à se développer en tant que port.
La pêche était la principale activité commerciale à l'époque ; principalement celle du hareng au XIIIe siècle, puis le saumon aux XIVe siècle et au XVe siècle.
Dès 1346, des navires étaient construits à Wearmouth par un marchand nommé Thomas Menville ; en 1396, une petite quantité de charbon était exportée.
La croissance rapide du port a été provoquée par le commerce du sel. Les exportations de sel de Sunderland sont citées dès le XIIIe siècle. Dès 1589, des marais salants sont en exploitation à Bishopwearmouth Panns (le nom moderne de la zone occupée par les marais est Pann's Bank, sur la rive du fleuve entre le centre-ville et l'East End).
De grandes cuves d'eau de mer ont été chauffées à l'aide de charbon ; au fur et à mesure que l'eau s'évaporait, le sel se concentrait. Comme le charbon était nécessaire pour chauffer les marais salants, une communauté minière a commencé à émerger. Seul du charbon de mauvaise qualité a été utilisé pour la récolte du sel ; le charbon de meilleure qualité a été exporté via le port qui a ensuite commencé à croître.

### XVIIesiècle
Le sel et le charbon ont continué à être exportés tout au long du XVIIe siècle mais le commerce du charbon s'est considérablement développé (2 à 3 000 tonnes de charbon ont été exportées de Sunderland en 1600; en 1680, elles étaient passées à 180 000 tonnes). En raison de la difficulté pour les charbonniers essayant de naviguer dans les eaux peu profondes du Wear, le charbon extrait plus à l'intérieur des terres a été chargé sur des barges (gros bateaux à fond plat) et emmené en aval. Les barges étaient menées par un groupe soudé de travailleurs appelés «keelmen».
En 1634, une charte fut accordée par l'évêque Thomas Morton aux habitants de l'ancien bourg de Sunderland, elle donnait le privilège d'un marché et une foire annuelle. Alors, en conséquence, un maire et douze échevins ont été nommés et un conseil commun établi. Leur établissement ne semble pas avoir survécu à la guerre civile qui a suivi.
Avant la première guerre civile anglaise, le Nord, à l'exclusion de Kingston upon Hull, se déclara pour le roi. En 1644, le Nord fut annexé par le parlement. Les villages qui deviendront plus tard Sunderland ont été pris en mars 1644.
La guerre civile anglaise a laissé une trace près de cette zone : la tranchée, une technique de guerre ultérieure.
Dans le village d' Offerton, à environ trois miles à l'intérieur des terres, des escarmouches ont eu lieu,.
Le Parlement a bloqué la Tyne, paralysant le commerce du charbon de Newcastle, ce qui a permis au commerce de charbon de la région de Sunderland de prospérer pendant une courte période.
En 1669, après la Restauration, le roi Charles II a accordé des lettres patentes à Edward Andrew, Esq., pour « construire un jetez et érigez un ou plusieurs phares et nettoyez le port de Sunderland », et a autorisé la perception d'un droit de tonnage sur la navigation afin de réunir les fonds nécessaires. Ces améliorations ne seront réalisées qu'après une longue période.
Un nombre croissant de constructeurs de bateaux s'installent sur le Wear à la fin du XVIIe siècle. Entre autres, la famille bancaire Goodchilds a ouvert un chantier en 1672 (il a finalement fermé lorsque la banque a cessé ses activités en 1821) ; en 1691, un Thomas Burn âgé de 17 ans est enregistré comme ayant repris la gestion d'une affaire de sa mère.

### XVIIIesiècle

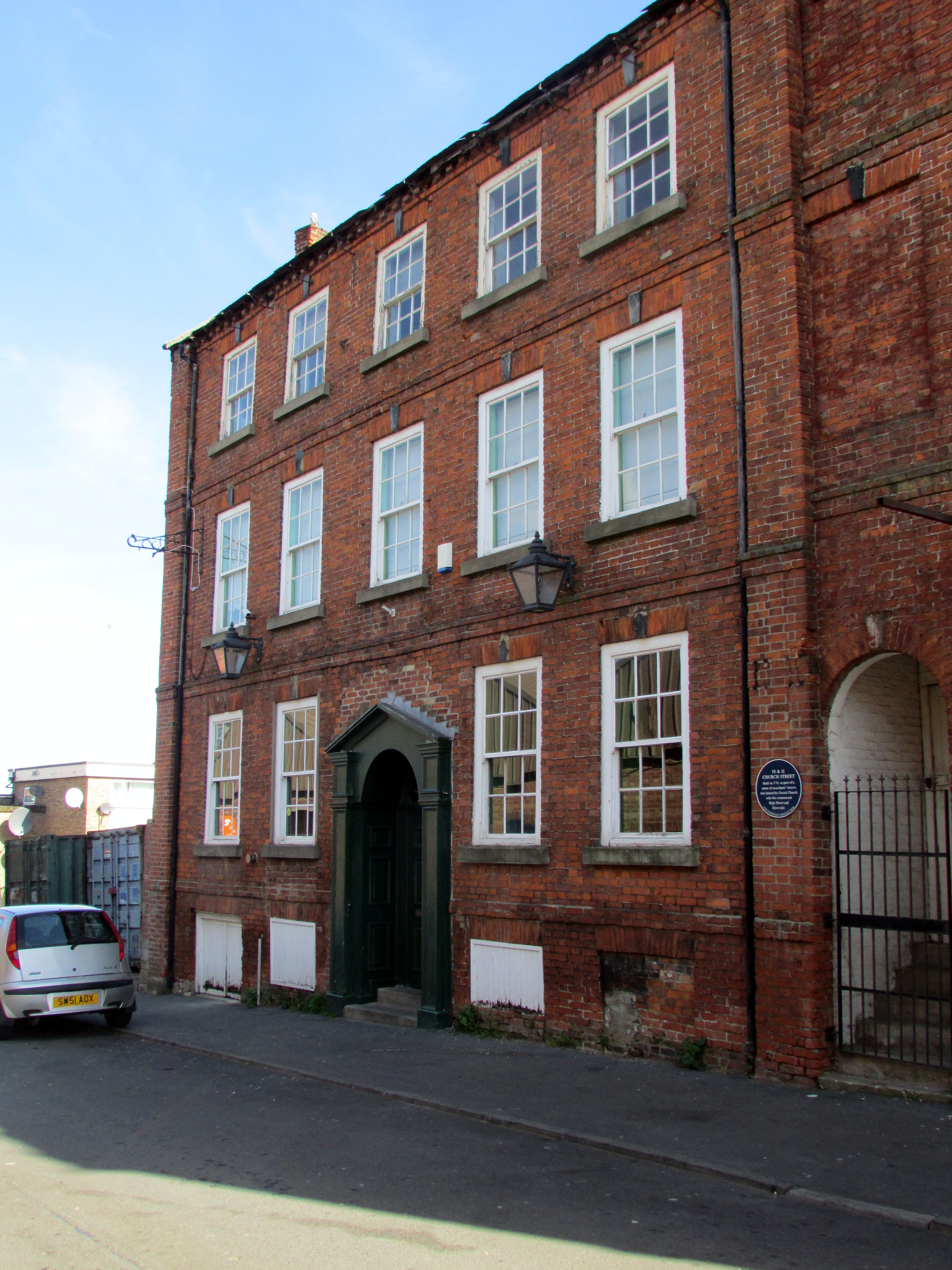
Maison de commerce du XVIIIe siècle, Church Street, Sunderland.

#### Travaux sur la rivière
La River Wear Commission a été créée en 1717 en réponse à la prospérité croissante de Sunderland en tant que port.
Sous la direction du Conseil des commissaires (un comité de propriétaires fonciers locaux, d'armateurs, de propriétaires de houillères et de marchands) une succession d'ingénieurs civils a transformé le paysage fluvial naturel pour répondre aux besoins du commerce maritime et de la construction navale. Leur premier grand travail portuaire fut la construction en pierre de la jetée sud (connue plus tard sous le nom de Old South Pier), commencée en 1723 dans le but de détourner le chenal de la rivière loin des bancs de sable. La construction de la jetée sud a continué jusqu'en 1759. En 1748, la rivière était draguée manuellement. Une partie nord de la jetée sud n'était pas encore en place ; au lieu de cela, un brise-lames temporaire a été construit à peu près à ce moment-là, consistant en une rangée de pieux enfoncés dans le fond marin parsemés de vieux quillards. À partir de 1786, les travaux ont commencé sur une jetée nord plus permanente (connue plus tard sous le nom de Old North Pier): elle a été formée à partir d'un cadre en bois, rempli de pierres et recouvert de maçonnerie, finalement étendu à 1 500 pi (457 m) dans la mer. Le travail a été initialement supervisé par Robert Stout (l'ingénieur des commissaires de 1781 à 1795).
En 1794, un phare a été construit à l'extrémité côté mer, date à laquelle environ la moitié de la jetée avait été constituée de maçonnerie ; elle a été achevée en 1802.

#### Développements urbains

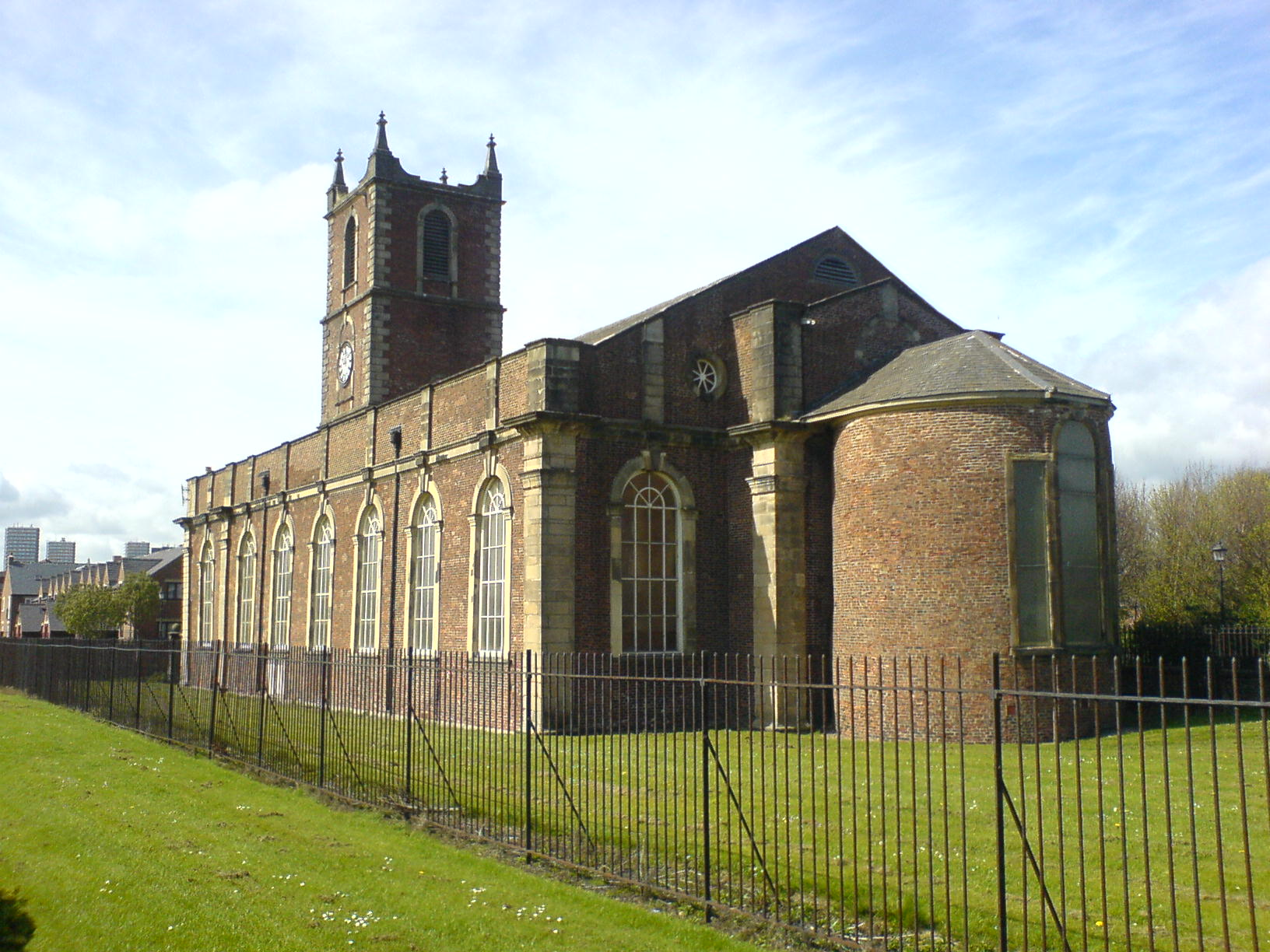
Église Holy Trinity, construite en 1719.

En 1719, la paroisse de Sunderland est délimitée dans l'est de Bishopwearmouth, densément peuplée, à la suite de la création d'une nouvelle église paroissiale, Holy Trinity Church, aujourd'hui également appelée Sunderland Old Parish Church. Plus tard, en 1769, l'église St John a été construite dans la paroisse Holy Trinity par un charbonnier local, John Thornhill. Elle était située à Prospect Row au nord-est de l'église paroissiale. (St John's a été démolie en 1972.).
En 1720, la zone portuaire était entièrement construite, avec de grandes maisons et des jardins faisant face à Town Moor et à la mer, des habitations d'ouvriers rivalisant avec les usines le long de la rivière. Les trois secteurs d'habitations d'origine de Wearmouth (Bishopwearmouth, Monkwearmouth et Sunderland) avaient commencé à se rejoindre, poussés par le succès du port de Sunderland, de la saline et de la construction navale le long des rives du fleuve. À cette époque, Sunderland était connu sous le nom de « Sunderland-near-the-Sea ».

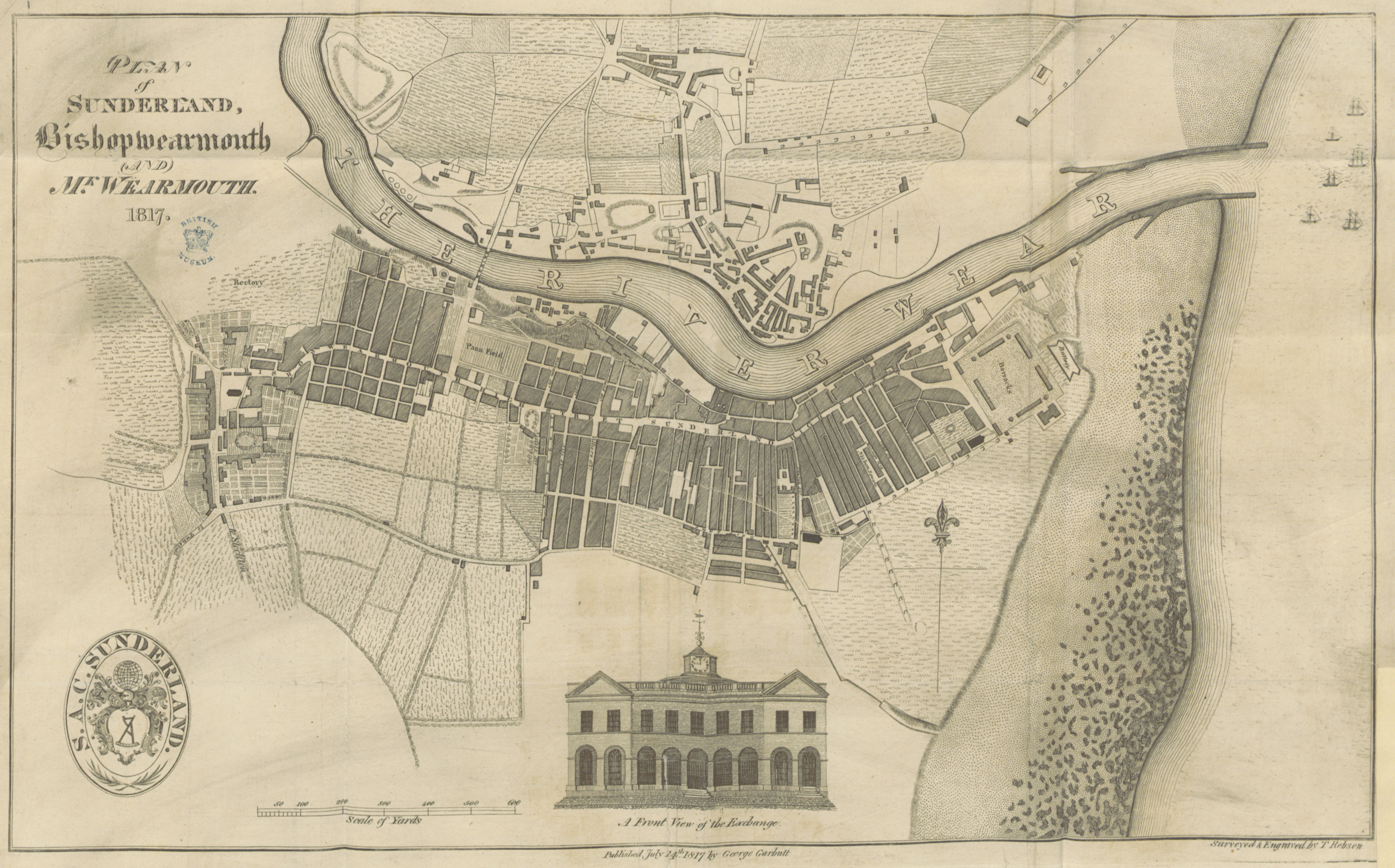
Carte du début du XIXe siècle montrant la caserne, la batterie et les piliers du XVIIIe siècle à l'est, avec le pont et le 'Pann Field' à proximité à l'ouest.

En 1770, Sunderland s'était étendu vers l'ouest le long de sa High Street pour rejoindre Bishopwearmouth. En 1796, Bishopwearmouth à son tour rejoint Monkwearmouth à la suite de la construction d'un pont, le Wearmouth Bridge, le deuxième pont de fer au monde (après la célèbre travée de l'Ironbridge). Il est construit à l'instigation de Rowland Burdon, le député du comté de Durham, et décrit par Nikolaus Pevsner comme étant « un triomphe de la nouvelle ingéniosité de la métallurgie et de l'ingénierie [...] d'une superbe élégance ». Traversant la rivière en un seul passage de 72 mètres (236 pieds), il faisait plus de deux fois la longueur du pont précédent à Ironbridge mais seulement les trois quarts du poids. Au moment de la construction, il s'agissait du plus grand pont à travée unique du monde et parce que Sunderland s'était développé sur un plateau au-dessus de la rivière, le problème d'interrompre le passage des navires à haut mât ne s'est pas posé.

#### Défenses
Pendant la War of Jenkins' Ear, une paire de batteries est construite (en 1742 et 1745) sur le rivage au sud de la jetée sud, pour défendre la rivière contre les attaques (une autre batterie a été construite au sommet de la falaise à Roker, dix ans plus tard). L'une des deux a été emportée par la mer en 1780, mais l'autre a été agrandie pendant les guerres liées à la Révolution française, elle porte le nom de Black Cat Battery.
En 1794, les Sunderland Barracks ont été construites, derrière la batterie, près de ce qui était alors la pointe du promontoire.

### XIXesiècle

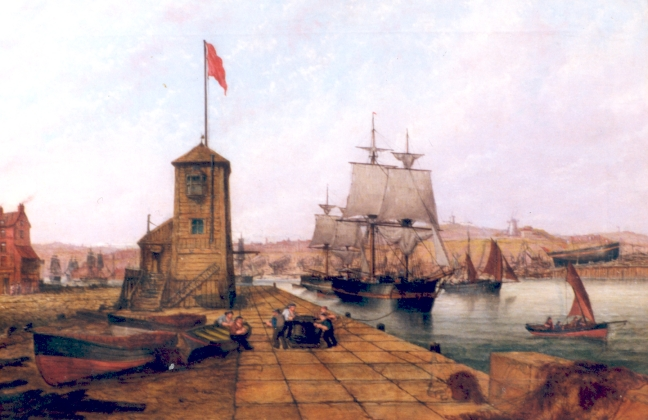
Vue depuis la jetée sud, dans la première moitié du XIXe siècle.

En 1802, un nouveau phare octogonal en pierre 22 mètres (72 pieds) a été construit à l'extrémité de la jetée nord nouvellement achevée, conçue par l'ingénieur en chef Jonathan Pickernell. En même temps, il construit un phare sur la jetée sud, avec un feu rouge (ou le jour un drapeau rouge) lorsque la marée est suffisamment haute pour que les navires puissent passer dans le fleuve.
Dès 1820, le phare de Pickernell a été éclairé par le gaz de son propre gazomètre. En 1840, les travaux commencent pour étendre la jetée nord à environ 5 km et l'année suivante son phare a été déplacé d'un seul tenant, sur un berceau en bois, vers sa nouvelle extrémité côté mer, en restant éclairé chaque nuit tout au long du processus.

#### Administration locale

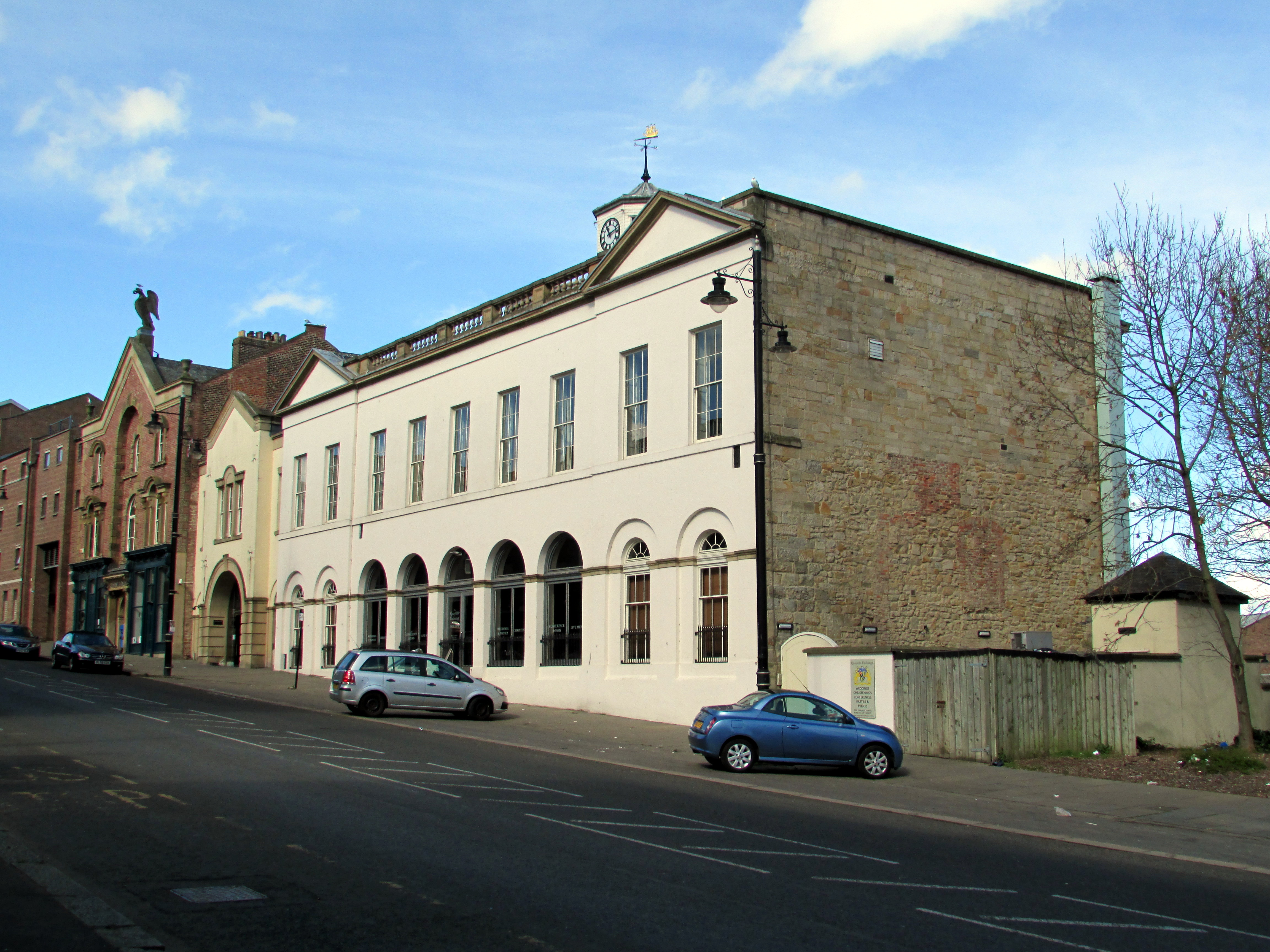
LExchange Building (1812-1814), dans High Street East.

En 1809, une loi du Parlement crée une commission d'amélioration, pour 'pavage, éclairage, nettoyage, surveillance et amélioration de toute autre manière de la ville de Sunderland'. Une structure de gouvernement local pour le secteur dans son ensemble se met ainsi en place. Des commissaires sont nommés, avec le pouvoir de prélever des contributions pour les travaux détaillés dans la loi, et en 1812-14, le bâtiment de la Bourse est construit, financé par souscription publique, pour servir à la fois de mairie, de Watch House, de marché couvert, de tribunal de première instance, Bureau de poste et salle de presse. Il devient un lieu de rassemblement régulier pour les commerçants en affaires ; les salles publiques du premier étage sont disponibles pour des fonctions publiques lorsqu'elles ne sont pas utilisées pour les réunions des commissaires. En 1830, les commissaires apportent un certain nombre d'améliorations, allant de la création d'une force de police à l'installation d'un éclairage au gaz dans une grande partie de la ville.
Cependant, l'administration locale est toujours divisée entre trois paroisses (Holy Trinity Church à Sunderland, St. Michael's, Bishopwearmouth et St. Peter's, Monkwearmouth). Quand l'épidémie de choléra éclate en 1831, les "sacristains choisis", comme on appelait les conseillers de l'église, sont incapables de faire face à l'épidémie.
Sunderland, un port commercial essentiel à l'époque, a été la première ville britannique à être frappée par l'épidémie de « choléra indien ».
La première victime, William Sproat, décède le 23 octobre 1831. Sunderland a été mis en quarantaine et le port a été bloqué, mais en décembre de cette année la maladie s'étend à Gateshead et de là, traverse le pays, tuant environ 32 000 personnes. Parmi ceux qui meurent, se trouve le héros naval de Sunderland Jack Crawford (Le roman «The Dress Lodger» de l'auteur américain Sheri Holman se déroule à Sunderland pendant l'épidémie).
Les trois paroisses sont agglomérées en arrondissement de Sunderland en 1835.
Ensuite, le Sunderland Borough Act de 1851 a supprimé la commission et a confié ses pouvoirs à la nouvelle société.

#### Charbon, chemins de fer et quais

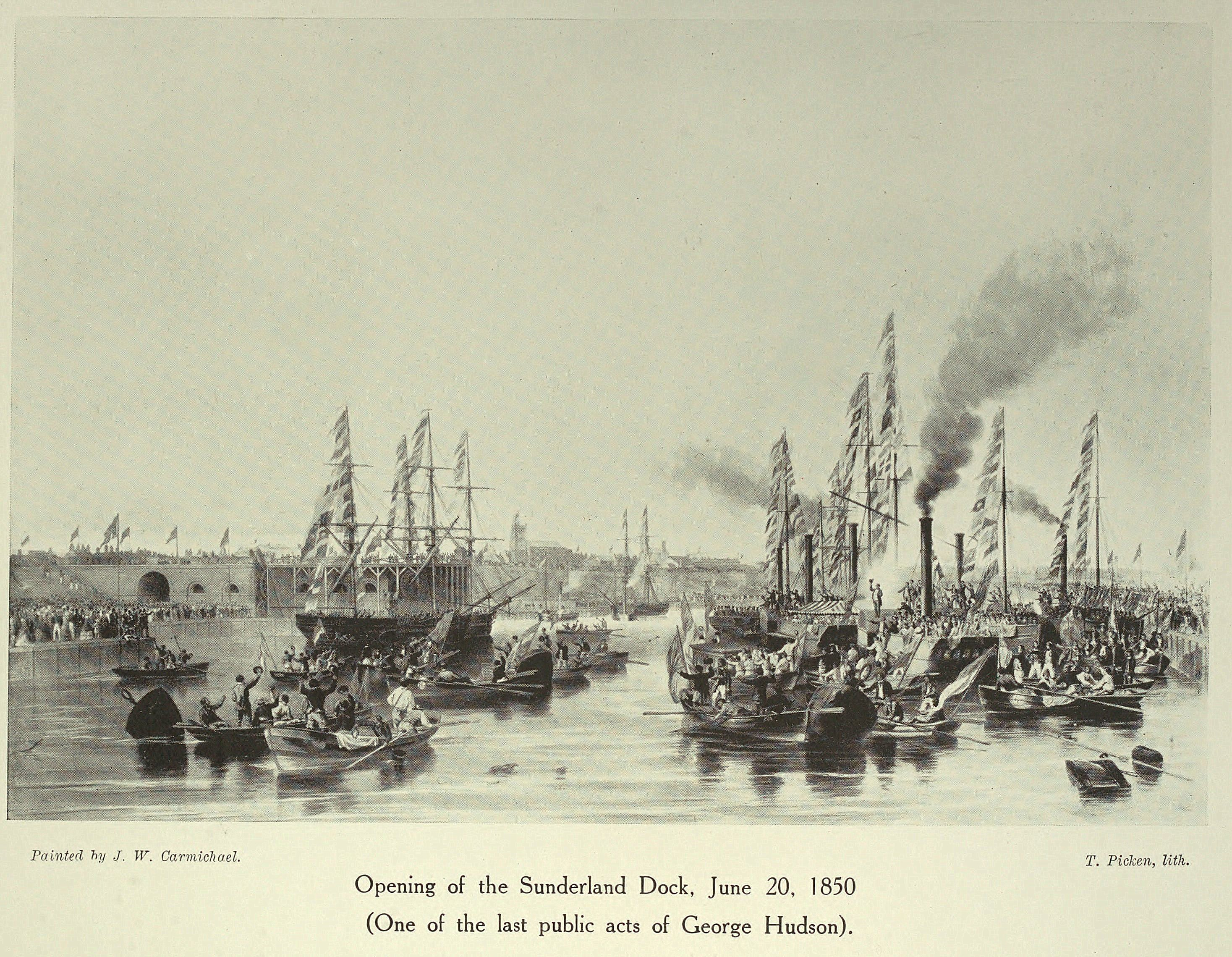
L'ouverture de Hudson Dock le 20 juin 1850 ; à gauche les quais du chemin de fer de York, Newcastle & Berwick.

Au début du XIXe siècle, « les trois grands propriétaires des houillères du Wear [étaient] Lord Durham, le Marquis de Londonderry et la Hetton Company».
En 1822, le chemin de fer de la mine Hetton a été ouvert, reliant les houillères de la société aux 'Hetton Staiths' sur la rive, à Bishopwearmouth, où on livrait le charbon directement dans les navires en attente. Conçu par George Stephenson, c'était le premier chemin de fer au monde à être exploité sans énergie animale, et à l'époque (quoique brièvement) ce fut le plus long chemin de fer du monde. Au même moment, Lord Durham commence à établir des liaisons ferroviaires avec un groupe de quais adjacents («Lambton Staiths»). Lord Londonderry, d'autre part, continue à transporter son charbon en aval sur des barges ; mais il travaille aussi à établir son propre port, séparé sur la côte, à Seaham Harbour.

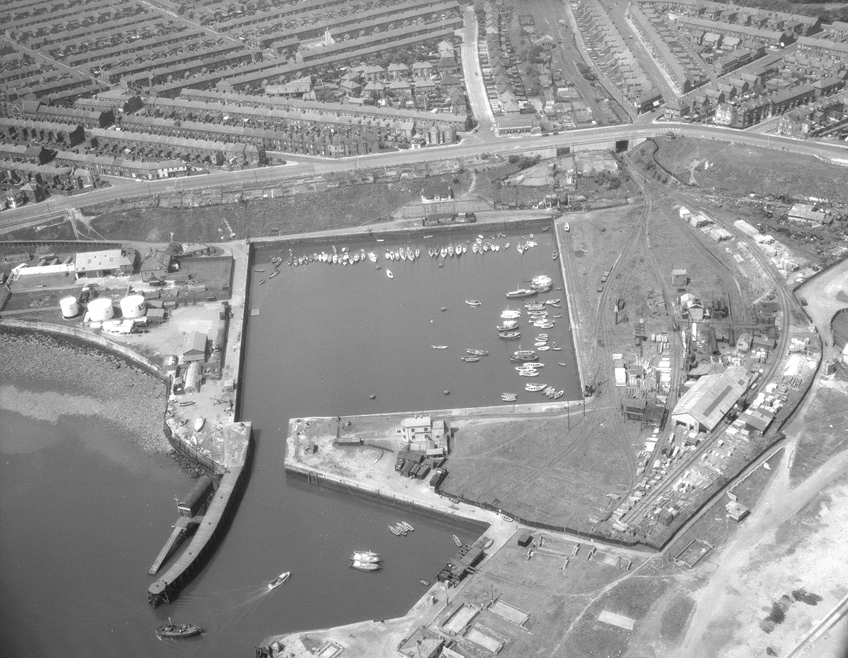
North Dock en 1957. La réserve à bois pour la vapeur, à droite est restée opérationnelle jusqu'en 1990.

Bien que le volume des exportations de charbon augmente, on craint de plus en plus que, sans la mise en place d'un quai spécialement conçu, Sunderland perde ses échanges commerciaux au profit de Newcastle et de Hartlepool.
Les liaisons ferroviaires de la houillère se trouvaient du côté sud de la rivière, mais Sir Hedworth Williamson, qui possédait une grande partie des terres sur la rive nord, a constitué la Wearmouth Dock Company en 1832, a obtenu une charte royale pour l'établissement d'un quai à Monkwearmouth Riverside et a engagé Isambard Kingdom Brunel pour planifier des travaux : non seulement pour les quais mais aussi pour un double pont suspendu et fournir une liaison ferroviaire vers le côté opposé du fleuve. Le North Dock a ouvert en 1837, il s'est rapidement révélé trop petit, il a souffert du manque de liaison ferroviaire directe avec les lignes de charbon au sud du Wear.

#### «Le plus grand port de construction navale du monde»

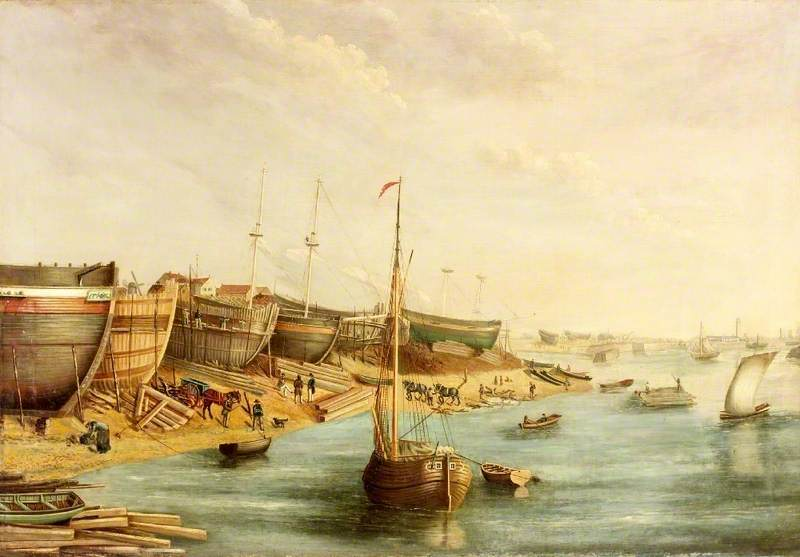
Chantier naval de William Pile à North Sands, vers 1830. Décrit comme le plus grand concepteur de navires de son époque, il a construit plus de 100 navires en bois et presque autant en fer

L'industrie de la construction navale a continué de croître pendant la majeure partie du XIXe siècle, devenant l'industrie dominante de la ville et un élément déterminant de son identité. En 1815, Sunderland est « le premier port de construction navale pour les navires de commerce en bois » avec 600 navires construits cette année-là sur 31 chantiers différents.
En 1840, la ville compte 76 chantiers navals ; entre 1820 et 1850, le nombre de navires construits sur le Wear a été multiplié par cinq. De 1846 à 1854, près d'un tiers des navires britanniques sont construits à Sunderland. En 1850, le « Sunderland Herald » a proclamé la ville « le plus grand port de construction navale au monde ».
Au cours du siècle, la taille des navires en construction a augmenté et les technologies ont évolué. En 1852, le premier navire en fer a été lancé sur Wearside, construit par l'ingénieur de marine George Clark, en partenariat avec le constructeur naval John Barkes. Trente ans plus tard, les navires de Sunderland sont construits en acier, le dernier navire en bois ayant été lancé en 1880. Au fil du siècle, les chantiers navals du Wear ont diminué en nombre d'une part, mais de taille d'autre part, afin de s'adapter à l'échelle et à la complexité croissante des navires en construction.
Les chantiers navals fondés au XIXe siècle et toujours opérationnels au XXe siècle :
- Sir James Laing & Sons (fondé par Philip Laing à Deptford en 1818, rebaptisé Sir James Laing & sons en 1898) ;
- S. P. Austin (établi en 1826 à Monkwearmouth, traversant la rivière jusqu'à un site le long du pont Wearmouth en 1866) ;
- Bartram & Sons (établi à Hylton en 1837, transféré à South Dock en 1871) ;
- William Doxford & Sons (établi à Cox Green en 1840, déménagé à Pallion en 1857) ;
- William Pickersgill (établi à Southwick en 1845) ;
- J. L. Thompson & Sons (chantier établi à North Sands par Robert Thompson en 1846, repris par son fils Joseph en 1860, un autre fils (également Robert) ayant établi son propre chantier à Southwick en 1854) ;
- John Crown & Sons (chantier établi à Monkwearmouth par Luke Crown (ou Crone) en 1807, repris par son petit-fils Jackie en 1854) ;
- Short Brothers (fondé par George Short en 1850, déménagé à Pallion en 1866) ;
- Sir J Priestman (établi à Southwick en 1882).

Parallèlement aux chantiers navals, des ouvrages de génie maritime sont créés à partir des années 1820, fournissant au départ des moteurs pour bateaux à aubes. En 1845, un navire nommé « Experience » est le premier d'une longue série à être converti en propulsion à vis à vapeur. La demande de navires à vapeur augmente pendant la Guerre de Crimée. Néanmoins, des voiliers continuent à être construits, même des clippers mixtes, entièrement gréés, comme City of Adelaide en 1864 et Torrens (le dernier de ces navires construit), en 1875.

#### Autres industries

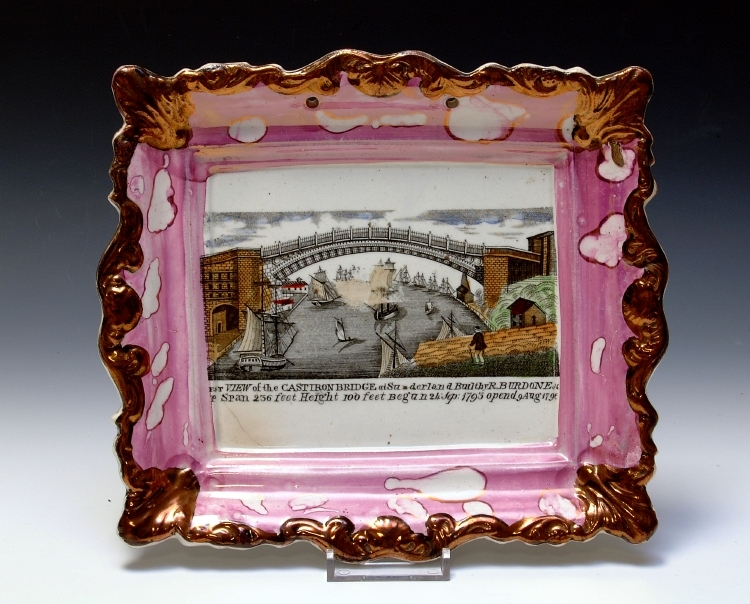
Assiette commémorative, en faïence rose, représentant le pont de Wearmouth de 1796.

Au milieu du siècle, la verrerie est à son apogée à Wearside. La société James Hartley & Co., établie à Sunderland en 1836, est devenue la plus grande verrerie du pays. Après avoir breveté une technique de production innovante pour le verre laminé, elle produit une grande partie du verre utilisé dans la construction du Crystal Palace en 1851. Un tiers du verre plat fabriqué au Royaume-Uni a été produit chez Hartley à cette époque.
D'autres fabricants comme Cornhill Flint Glassworks (établie à Southwick en 1865), se sont ensuite spécialisés dans le verre pressé, telle la Wear Flint Glassworks qui avait été créée en 1697).
En plus des fabricants de verre plat et de verre pressé, 16 fabriques de bouteilles sur le Wear dans les années 1850, avec la capacité de produire entre 60 et 70 000 bouteilles par jour.
Les poteries locales ont également prospéré au milieu du XIXe siècle, utilisant des matières premières (argile blanche et pierre) introduites à Sunderland comme ballast sur les navires. La faïence de Sunderland est exportée à travers l'Europe, Sunderland Lustreware, se révélant particulièrement populaire sur le marché intérieur. Cependant, le déclin intervient en raison de la concurrence étrangère, et le plus grand fabricant restant (Southwick Pottery) ferme ses portes en 1897.

#### Catastrophe du Victoria Hall

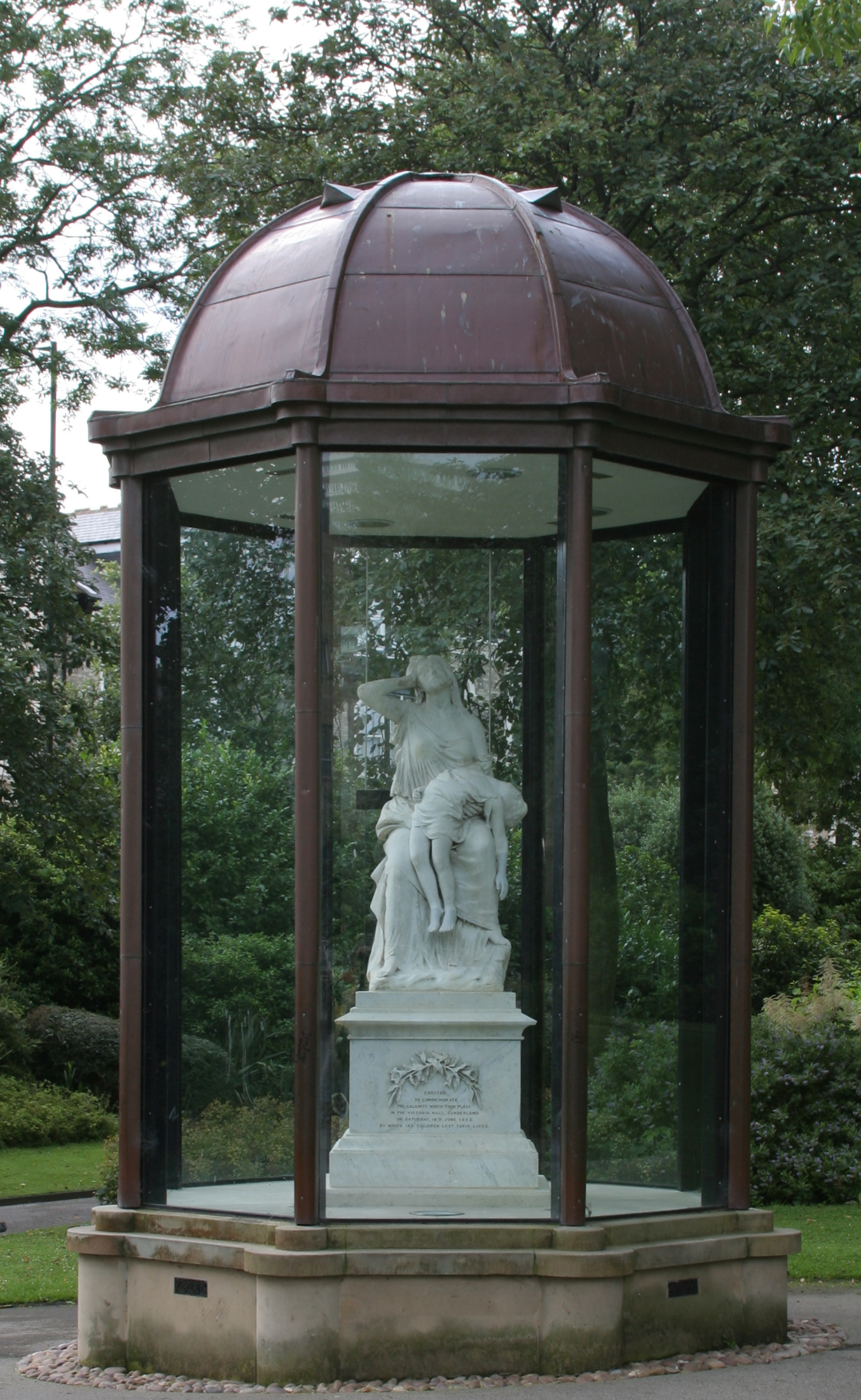
Mémorial aux victimes de la catastrophe du Victoria Hall, à Mowbray Park.

Victoria Hall était une grande salle de concert sur Toward Road face au Mowbray Park. La salle a été le théâtre d'une tragédie le 16 juin 1883, entraînant la mort de 183 enfants.
Lors d'un spectacle de variétés, des enfants se sont précipités vers un escalier pour recevoir des friandises. Au bas de l'escalier, la porte avait été ouverte vers l'intérieur et bloquée de manière à ne laisser qu'un espace assez large pour qu'un enfant puisse passer à la fois. Les enfants ont dévalé les escaliers et ceux qui se trouvaient à l'avant ont été piégés et écrasés par le poids de la foule derrière eux.
La mort par asphyxie de 183 enfants âgés de 3 à 14 ans est la pire catastrophe du genre dans l'histoire britannique. Le mémorial, une mère en deuil tenant un enfant mort, est situé à Mowbray Park à l'intérieur d'un auvent protecteur.
Les articles de journaux ont déclenché une indignation nationale et une commission d'enquête a recommandé que les lieux publics soient équipés d'un nombre minimum d'issues de secours s'ouvrant vers l'extérieur, ce qui a conduit à l'invention des portes de secours antipanique. Cette loi est toujours en vigueur. Victoria Hall est resté en service jusqu'en 1941, date à laquelle il a été détruit par une bombe de l'Allemagne nazie.

### XXesiècle

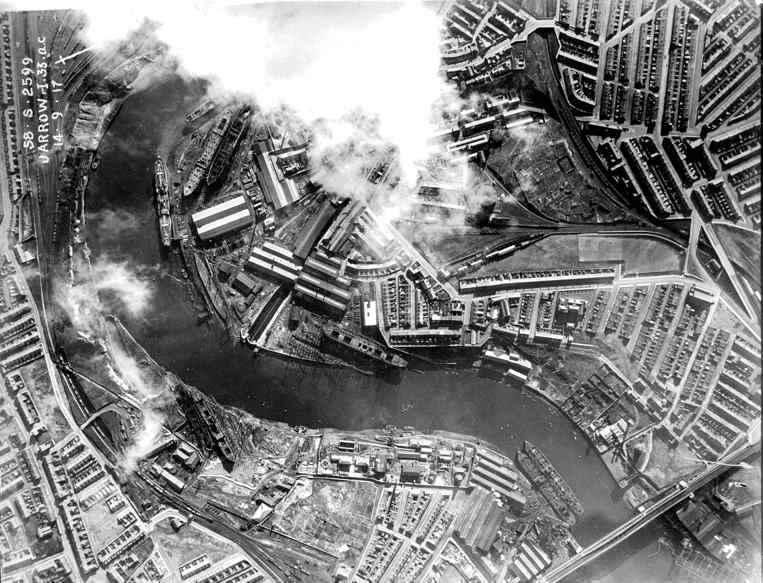
Sunderland en 1917.

Le réseau de transports publics a été amélioré de 1900 à 1919 avec la mise en place d'un système de tramway électrique : Sunderland Corporation Tramways. Les tramways ont été progressivement remplacés par des bus dans les années 1940 avant d'être complètement supprimés en 1954.
En 1909, le Queen Alexandra Bridge a permis de relier Deptford et Southwick.

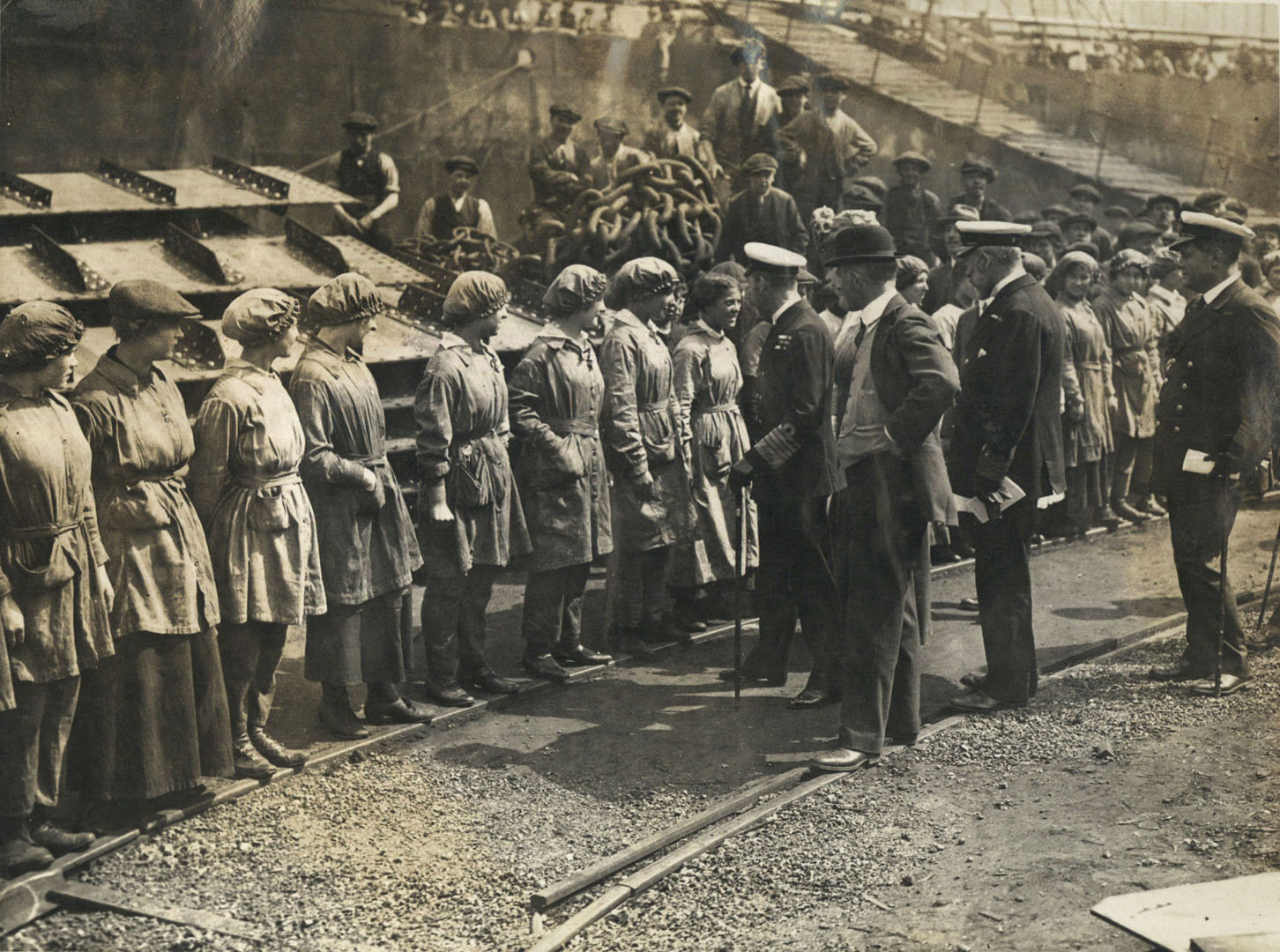
George V rend visite aux ouvrières du chantier naval Sir James Laing & Sons, 15 juin 1917.

La Première Guerre mondiale a conduit à une augmentation notable des activités liées à la construction navale, mais la ville a été visée par un raid de Zeppelin en 1916. La région de Monkwearmouth a été frappée le 1er avril 1916 et 22 habitants ont perdu la vie. Plus de 25 000 hommes sur une population de 151 000 habitants ont servi dans les forces armées pendant cette période
Au lendemain de la Première Guerre mondiale et pendant la Grande Dépression des années 1930, la construction navale a considérablement diminué. Le nombre de chantiers navals sur le Wear est passé de quinze en 1921 à six en 1937. Les petits chantiers de J. Blumer & Son (à North Dock) et de Sunderland Shipbuilding Co. Ltd. (à Hudson Dock) ont tous deux fermé dans les années 1920. D'autres chantiers ont été fermés par National Shipbuilders Securities dans les années 1930 (Osbourne, Graham & Co., en amont à North Hylton, Robert Thompson & Sons à Southwick, les chantiers de « débordement » exploités par Swan, Hunter & Wigham Richardson et William Gray & Co.).

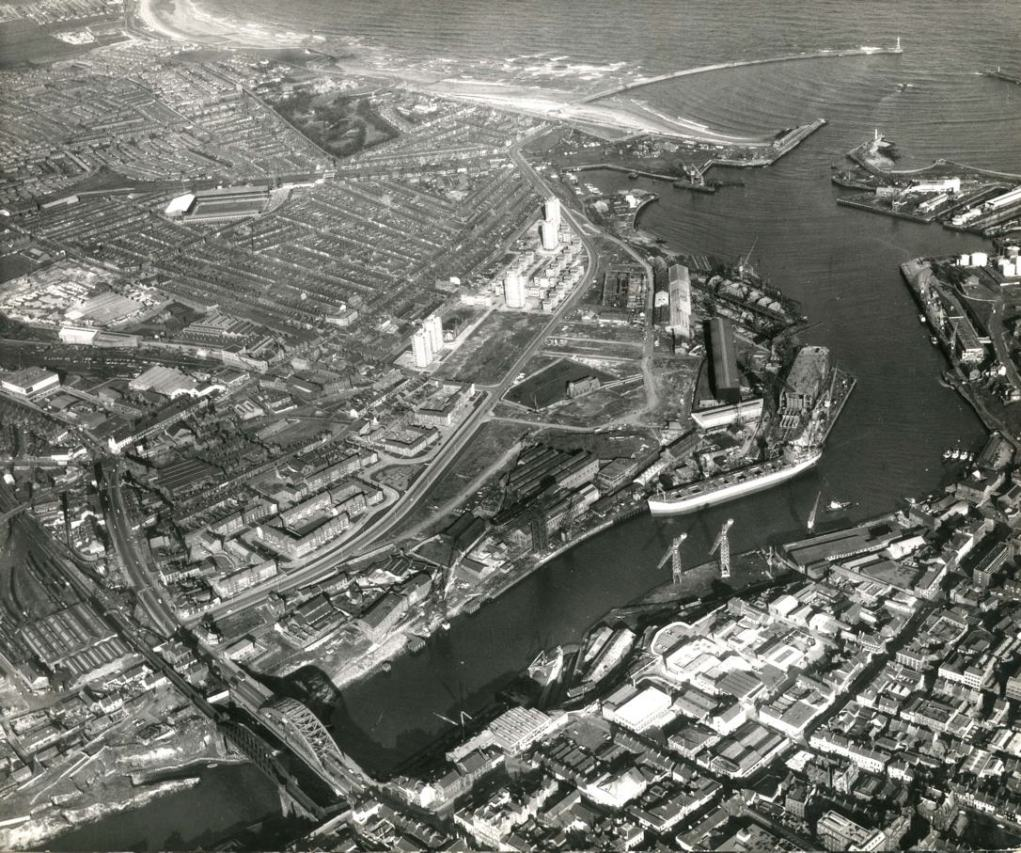
Sunderland, vue aérienne de 1967.

Avec le déclenchement de la Seconde Guerre mondiale en 1939, Sunderland était une cible pour la Luftwaffe : 267 personnes ont perdu la vie en ville. Des dommages ou des destructions ont touché 4 000 habitations et dévasté l'industrie locale. Après la guerre, la construction s'est développée. Les limites de la ville se sont élargies en 1967, lorsque les voisins Ryhope, Silksworth, Herrington (en), South Hylton et Castletown (en) ont été incorporés à Sunderland.
Au cours de la seconde moitié du XXe siècle, la construction navale et les mines de charbon ont décliné. La construction navale a pris fin en 1988 et les mines de charbon en 1993. Au pire de la crise, jusqu'à 20% de la main-d'œuvre locale était au chômage au milieu des années 1980.

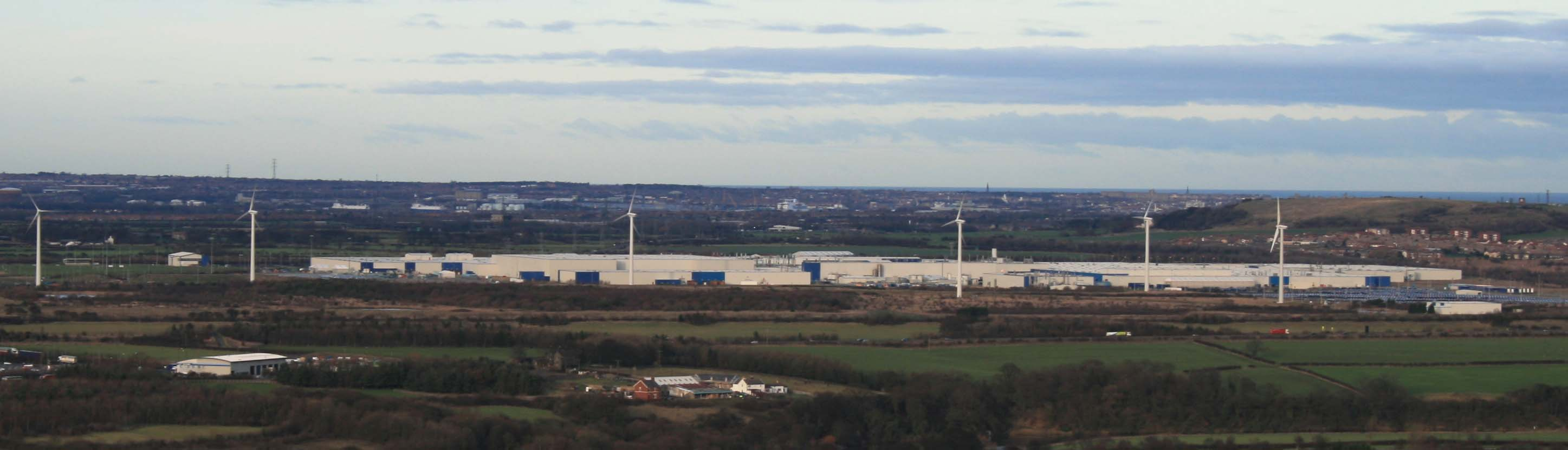
Usine des moteurs Nissan UK Ltd à Sunderland. Complexe d'usines, avec les éoliennes, vues du monument Penshaw.

Avec le déclin des anciennes industries lourdes, de nouvelles activités se sont développées (fabrication de produits électroniques, chimiques, papier et moteurs), le secteur des services s'est développé au cours des années 1980 et 1990.
En 1986, le constructeur automobile japonais Nissan a ouvert son usine Nissan Motor Manufacturing UK à Washington. Elle est devenue la plus grande usine automobile du Royaume-Uni.
À partir de 1990, les berges de la Wear se régénèrent avec la création de logements, de zones commerciales et de centres d'affaires sur d'anciens chantiers navals. Parallèlement à la création du National Glass Center, l'Université de Sunderland s'agrandit d'un nouveau campus sur le site de St Peter. L'aménagement des Vaux Breweries à la limite nord-ouest du centre a créé une nouvelle opportunité de développement dans le centre-ville,,.
Sunderland a reçu le statut de ville en 1992.

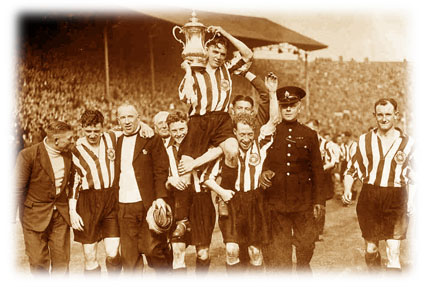
FA vainqueurs de la coupe, Wembley 1937.

Le XXe siècle a vu Sunderland AFC reconnu le meilleur club de la région de Wearside. Fondé en 1879 sous le nom de Sunderland and District Teachers AFC par le maître d'école James Allan (football, 1857), Sunderland a rejoint la Ligue de football pour la saison 1890–91. En 1936, le club a été champion de la ligue à cinq reprises. Il a remporté sa première FA Cup en 1937. Le seul grand honneur après la Seconde Guerre mondiale est venu en 1973 lorsqu'il a remporté une finale de la FA Cup. Une histoire mouvementée a conduit le club dans l'ancienne troisième division pendant une saison et trois fois à la relégation de la Premier League, deux fois avec les points les plus bas jamais enregistrés ce qui a valu au club la réputation de yo-yo club. Après 99 ans passés au stade historique de Roker Park le club a déménagé au Stadium of Light de 42 000 places sur les rives du fleuve Wear en 1997. À l'époque, c'est le plus grand stade construit par un club de football anglais depuis les années 1920, il a depuis été agrandi et peut accueillir près de 50 000 spectateurs assis.
Le Short Sunderland, qui doit son nom à la ville, était un type d'hydravion quadrimoteur utilisé par la Royal Air Force durant la Seconde Guerre mondiale.
Sur la mer du Nord, Sunderland fut traditionnellement un centre majeur de constructions navales et de charbonnages jusqu'à ce que le dernier chantier ferme en 1988 et la dernière mine en 1994, remplacés plus tard par des usines d'électronique, de constructions automobiles, chimiques et papetières.

### XXIesiècle
Comme de nombreuses villes, Sunderland comprend un certain nombre de zones avec leurs propres histoires distinctes, Fulwell, Monkwearmouth, Roker, et Southwick sur le côté nord du Wear ; Bishopwearmouth et Hendon au sud. Le 24 mars 2004, la ville a adopté St. Benedict Biscop comme saint patron.
En 2018, Sunderland a été classée comme la meilleure ville où vivre et travailler au Royaume-Uni par la société de financement OneFamily.
La même année, Sunderland a été classée parmi les 10 villes les plus sûres du Royaume-Uni.
Beaucoup de beaux bâtiments anciens subsistent malgré les bombardements de la Seconde Guerre mondiale. Les bâtiments religieux comprennent l'église Holy Trinity, construite en 1719 pour un Sunderland indépendant, l'église St. Michael, construite sous le nom d'église paroissiale de Bishopwearmouth et maintenant connue sous le nom de Sunderland Minster et St. Peter's Church, Monkwearmouth, dont une partie date de 674 apr. J.-C., et était le monastère d'origine. St. Andrew's Roker, connue sous le nom de "Cathédrale du Mouvement des Arts et Métiers", contient des travaux de William Morris, Ernest Gimson et Eric Gill. L'église catholique St Mary est la plus ancienne église néo-gothique de la ville.
Le Sunderland Civic Center a été conçu par Spence Bonnington & Collins, il a été officiellement inauguré par la Princesse Margaret, comtesse de Snowdon en 1970.

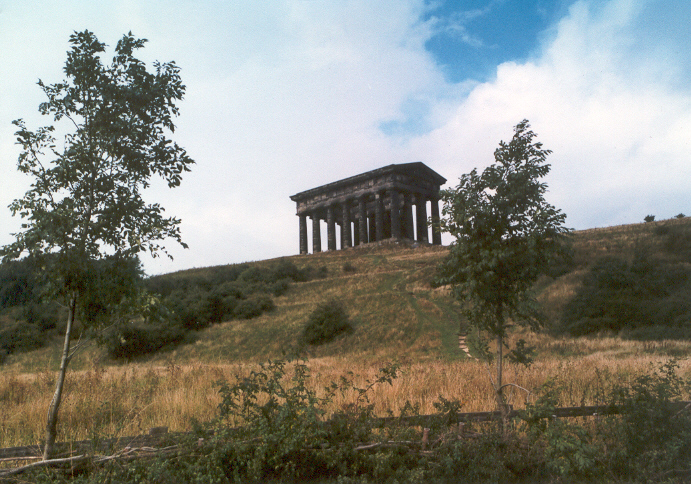
Penshaw Monument.

Une majorité de la population de Sunderland a voté en faveur de la sortie de l'Union européenne lors du référendum du 23 juin 2016[réf. nécessaire].

## Économie
La ville abrite la principale usine européenne du constructeur automobile Nissan.
La société de conception et de production de vêtements de sport d'extérieur Berghaus est établie à Sunderland.

## Sports
La ville possède une équipe de football, Sunderland AFC, qui évolue en Championship (D2 anglaise) depuis la saison 2022-2023. Elle joue au Stadium of Light.

## Démographie
Avec 3 874 hectares, Sunderland est la 45e aire urbaine d'Angleterre en superficie avec une densité de population de 45,88 habitants par hectare.
D'après les statistiques basées sur le recensement de 2001, 60% des habitations sont occupées par leur propriétaire avec une moyenne de 2,4 personnes par logement. Trois pour cent des logements n'ont pas de résidents permanents.
Le quartier le plus diversifié sur le plan ethnique était celui de Thornholme (aujourd'hui disparu). Thornholme comptait 10 214 habitants en 2001. Il comprenait Eden Vale, Thornhill ainsi que des parties de Hendon, Ashbrooke et le centre-ville ;il a longtemps été au centre de la communauté bangladaise de Wearside. À Thornholme, 89,4% des habitants sont blancs (86,3% britanniques blancs), 7,8% sont asiatiques et 1,3% sont métis.
Aujourd'hui, le secteur de Barnes, qui contient une partie de l'ancien quartier de Thornholme, a le pourcentage le plus élevé (5,4%) de résidents du Bangladesh de la ville, les personnes de cette ethnie étant la seule minorité ethnique significative du quartier. Le recensement de 2001 a également enregistré une concentration importante de ressortissants grecs, vivant principalement dans les quartiers Central et Thornholme. Les quartiers les moins diversifiés sur le plan ethnique se trouvent au nord de la ville. Le secteur de Castletown est composé de 99,3% de blancs, 0,4% d'Asie et 0,2% de métis.
Le Sunderland USD avait une population de 174 286 habitants en 2011, contre 275 506 pour la ville au sens large. Ces deux chiffres représentent une diminution par rapport aux chiffres de 2001 qui montraient que le Sunderland USD comptait une population de 182 758 habitants contre 280 807 pour la ville dans son ensemble.
En 2011, le quartier de Millfield, Tyne et Wear, qui contient la moitié ouest du centre-ville, était le quartier le plus ethniquement diversifié de Sunderland. Millfield est une zone multiraciale avec de grandes communautés indiennes et bangladaises, étant le centre de la communauté bangladaise de Wearside avec Barnes voisine. L'appartenance ethnique du quartier était, en 2011, 76,4% de Blancs (73,5% de Blancs britanniques), 17,6% d'Asie et 2,5% de Noirs.
Les autres quartiers à forte minorité ethnique comprennent Hendon, Barnes, St Michael et St Peter. En 2011, le quartier le moins diversifié sur le plan ethnique était la banlieue de Northside Redhill, qui comptait 99,0% de Blancs (98,3% de Blancs britanniques), 0,3% d'Asie et 0,1% de Noirs. Le quartier compte si peu de minorités ethniques qu'il peut même être comparé aux quartiers ruraux de Cumbria et cela prouve également qu'il y a beaucoup de contraste entre les zones en matière d'ethnicité.
Voici un tableau comparant Sunderland et la ville élargie au Sunderland Metropolitan Borough et à l'Angleterre du Nord-Est, :
| Groupes ethniques - 2011             | Blancs britanniques | Asiatiques | Noirs |
| ------------------------------------ | ------------------- | ---------- | ----- |
| Sunderland (Subdivision urbaine)     | 93.4%               | 3.6%       | 0.6%  |
| Faubourg métropolitain de Sunderland | 94.8%               | 2.6%       | 0.5%  |
| Angleterre du Nord-Est               | 93.6%               | 2.8%       | 0.5%  |

La subdivision urbaine de Sunderland est composée de tous les quartiers énumérés sur le tableau à droite. Dans la subdivision urbaine de Sunderland, 6,6% de la population appartenait à un groupe ethnique minoritaire (britannique non blanc) comparativement à 5,2% dans l'arrondissement voisin. Sunderland est moins diversifiée sur le plan ethnique que Gateshead et South Shields, principalement en raison de nombreuses banlieues périphériques au sud, au nord et à l'ouest de la ville telles que St Chad's, Southwick et Fulwell qui ont des populations britanniques blanches très nombreuses. La circonscription du Parlement Sunderland Central ignore largement ces secteurs. Cependant, en 2001, le Sunderland USD était composé de 96,6% de Blancs britanniques, de sorte que la population des minorités ethniques augmente.

### Religion
La région est desservie par l'église anglicane du Diocèse de Durham. Elle fait partie du diocèse catholique de Hexham et Newcastle depuis la restauration de la hiérarchie catholique en 1850. Le recensement de 2011 a enregistré que 70,2% de la population s'identifiait comme chrétienne, 1,32% comme musulmane, 0,29% comme sikh, 0,22 % comme hindou, 0,19% comme bouddhiste, 0,02% comme juive et 21,90% comme n'ayant pas de religion.
L'héritage juif de la ville, qui faisait autrefois partie d'une communauté florissante, remonte à environ 1750, lorsqu'un certain nombre de marchands juifs du Royaume-Uni et d'Europe se sont installés à Sunderland, formant finalement une congrégation en 1768. Un rabbin de Hollande a été établi dans la ville en 1790. Après une croissance rapide en nombre au cours de la seconde moitié du XIXe siècle, la communauté juive de Sunderland a atteint son apogée au milieu des années 1930, on a alors recensé 2 000 Juifs vivant dans la ville. La communauté connaît un lent déclin depuis le milieu du XXe siècle. De nombreux Juifs de Sunderland sont partis pour des communautés juives plus fortes en Grande-Bretagne ou en Israël.
L'école primaire juive, l'école de la Menorah, ferme en juillet 1983. La synagogue sur Ryhope Road, ouverte en 1928, ferme à la fin de mars 2006 (Voir aussi (en) Jews and Judaism in North East England) La population juive de l'arrondissement métropolitain de Sunderland diminue continuellement, la population juive étant tombée de 114 personnes en 2001, à 76 personnes en 2011.
En 1998, à la suite de l'octroi du statut de cité à Sunderland, l'ancienne église paroissiale de Bishopwearmouth (St Michael's) a été rebaptisée Sunderland Minster avec un rôle à l'échelle de la ville. On a même cru que c'était la première création d'une minster church en Angleterre depuis la Réforme.

## Culture

### Dialecte et accent
Le dialecte de Sunderland est connu sous le nom de Mackem, composé d'un vocabulaire et d'une prononciation particuliers, non utilisés dans d'autres parties du Royaume-Uni. Le dialecte Mackem a une grande partie de ses origines dans la langue parlée par la population anglo-saxonne. Bien que l'accent ait beaucoup en commun avec le Geordie, le dialecte parlé à Sunderland est tout à fait différent de celui parlé à Newcastle.
Quelques mots du dialecte de Sunderland :
- Nee - Non
- Bosh - Problème
- Marra - Mate
- Ha'way - Allez (à ne pas confondre avec Geordie's Howay)
- Knack - Blessé
- Git - Très (Utilisé pour souligner quelque chose de sorte que `` très bon  devient `` git bon )
- Claes - Vêtements

### Attractions
Parmi les attractions notables pour les visiteurs se trouvent le Hylton Castle du XIVe siècle et les plages de Roker et Seaburn.
Le National Glass Center a ouvert ses portes en 1998, retraçant l'histoire particulière de Sunderland dans la fabrication du verre. Malgré le soutien du Conseil des arts, le centre a eu du mal à atteindre ses objectifs de visiteurs depuis son ouverture.
Sunderland Museum and Winter Gardens, sur Borough Road, a été le premier musée financé par une municipalité dans le pays en dehors de Londres.
Il abrite une collection complète de poterie Sunderland Lustreware.
Le City Library Arts Centre, sur Fawcett Street, a abrité la Northern Gallery for Contemporary Art jusqu'à la fermeture de la bibliothèque en janvier 2017. Le service de bibliothèque a été transféré au Museum and Winter Gardens et la Gallery for Contemporary Art a été transférée à l'Université de Sunderland.
La ville possède plusieurs parcs publics. Plusieurs d'entre eux sont historiques, notamment Mowbray Park, Roker Park et Barnes Park. Au début des années 2000, Herrington Country Park a été ouvert en face du Penshaw Monument. Les parcs de la ville ont remporté plusieurs prix pour leur engagement à préserver les installations naturelles, recevant le prix collectif Britain in Bloom en 1993, 1997 et 2000.

## Tourisme
- Meeting aérien de Sunderland

## Personnalités liées à la ville
- Clarkson Frederick Stanfield, peintre, né le 3 décembre 1793 à Sunderland
- Don Airey (1948-), musicien, claviériste
- Michael Algar (1959-), chanteur du groupe de punk-rock anglais The Toy Dolls
- John Cryan (1960-), homme d'affaires, y est né
- Les membres du groupe de rock et post-punk anglais The Futureheads
- Mick Harford (1959-), footballeur
- Gina McKee (1964), actrice née à Sunderland
- Clive Mendonca (1968-), footballeur
- Emeli Sandé (1987-), chanteuse
- Baz Warne (1964), chanteur du groupe de rock The Stranglers
- Jane Birkin (1946-2023), actrice, chanteuse, scénariste et réalisatrice britannico-française (née à Londres, mais dont les parents étaient originaires de Sunderland)[104]
- Jordan Henderson (1990-), footballeur
- Les membres du groupe punk rock anglais Leatherface
- Alex Kapranos (1972-), chanteur et guitariste, y a grandi

## Jumelages
- Essen (Allemagne)
- Saint-Nazaire (France)
- Washington D.C. (États-Unis)
- Harbin (Chine)